# Eadbald
Eadbald (zm. 20 stycznia 640) – król Kentu od 616 do 640 roku.
Był synem Ethelberta I i jego pierwszej żony Berty. Po śmierci ojca w 616 roku został królem Kentu. Z początku nie podjął działań chrystianizacyjnych swego ojca. Pozostał przy pierwotnej rodzimej religii pogańskiej. Ożenił się ze swą macochą, wdową po swoim ojcu, wbrew protestom Kościoła. Po kilku latach nawrócony przez Wawrzyńca zerwał związek z macochą, przyjął chrzest i następnie poślubił Emmę, przypuszczalnie frankijskiego pochodzenia. Pozwolił też na powrót chrześcijańskich misjonarzy.
Za panowania Eadbalda Kent nie był tak potężny jak za rządów jego ojca, zdołał jednak uniknąć hegemonii Northumbrii, która wyrosła na najpotężniejsze królestwo anglosaskie. Eadbald utrzymywał przyjazne stosunki z Edwinem, królem Northumbrii, za którego wydał swoją siostrę Æthelburgę. W późniejszych latach Eadbald związał się więzami powinowactwa z Anną, królem Wschodnich Anglów, którego córka Seksburga poślubiła Earconberta, syna Eadbalda.

## Pochodzenie
Męska linia przodków Eadbalda jest znana z dzieła Bedy Czcigodnego. Wynika z niego, że był potomkiem Hengesta, pierwszego saskiego władcy Kentu. Według relacji Bedy dziadkiem Eadbalda był Eormenric, który pojawia się na listach królów Kentu i w literaturze naukowej uchodzi za postać rzeczywiście istniejącą.
Ojcem Eadbalda była Ethelbert, król Kentu. Źródła nie przekazały wprost, jak nazywała się jego matka. Wiadomo, że Ethelbert był dwukrotnie żonaty. Eadbald ożenił się później z drugą żoną ojca, tak więc jego matką musiała być Berta, pierwsza żona Ethelberta, córka Chariberta I, króla Franków.
Siostrą Eadbalda była Ethelburga, późniejsza żona Edwina, króla Northumbrii. Istnieje możliwość, że miał też brata Ethelwalda. W napisanym w latach 619-625 liście papieża do Justusa, arcybiskupa Canterbury, obok Eadbalda (Audubald) wymieniony jest król Aduluald. Część badaczy widzi w nim władcę, współrządzącego z Eadbalda (panującego być może w zachodnim Kencie), inni twierdzą, że Aduluald jest tylko przekręconą formą Audubald i pod obydwoma imionami kryje się Eadbald.
Dopiero od czasów Hlotherego, wnuka Eadbalda, wiadomo z całą pewnością, że Kent był zwykle rządzony przez dwóch królów, z których jeden odgrywał dominującą rolę. Późniejsze falsyfikaty informują o tym, że Eadbald rządził już za panowania swojego ojca Ethelberta. Jeżeli w Kencie w tym czasie byłoby dwóch królów, to Ethelwald byłby koregentem swojego brata Eadbalda.

## Objęcie rządów i poparcie dla religii pogańskiej
Eadbald objął rządy po śmierci swojego ojca, Ethelberta I, zmarłego 24 lutego 616 roku. Mimo że jego rodzice byli chrześcijanami, Eadbald nie został ochrzczony. Nowy władca ożenił się ze swoją macochą. O drugiej żonie Ethelberta niewiele wiadomo; badacze sądzą, że była poganką, ponieważ Kościół zakazywał małżeństw między macochą i pasierbem.
Według relacji Bedy postawa Eadbalda, zwolennika pogaństwa, zastopowała rozwój chrześcijaństwa w Kencie. W tym samym czasie spokrewnieni z królem Kentu synowie Saeberta, chrześcijańskiego władcy Królestwa Essex, wygnali Mellita, biskupa Londynu.
Beda twierdzi, że za swoją niewierność Eadbald został ukarany "częstymi napadami obłędu" i opanowaniem przez "złego ducha", co może wskazywać na to, że król cierpiał na epilepsję. Ostatecznie król Kentu oddalił żonę i przyjął chrzest.
Drugą żoną Eadbalda została Emma, z pochodzenia Frankijka, co może wskazywać na rolę Franków w jego nawróceniu. W tym czasie arcybiskupstwo Canterbury cieszyło się poparciem ze strony Franków. Na związki między władcami Kentów a frankijskimi Merowingami wskazuje też wysłanie siostrzeńców Eadbalda (dzieci Edwina, króla Northumbrii, i Ethelbergi) na dwór Dagoberta I w latach 20. VI wieku. Na tej podstawie nawrócenie Eadbalda i jego drugie małżeństwo wiąże się z działalnością frankijskiej dyplomacji.
Prawdopodobnie z czasów pogańskiej reakcji za panowania Eadbalda pochodzą dwa groby z Finglesham, zawierające w wyposażeniu brązowy wisiorek i pozłacaną sprzączkę, związane z kultem boga Wodana.

### Relacja Bedy Czcigodnego
Relacja Bedy Czcigodnego na temat początków rządów Eadbalda i jego drogi od poparcia dla religii pogańskiej do nawrócenia na chrześcijaństwo jest dość dokładna, jednak zawiera pewne wewnętrzne sprzeczności. Wersja wydarzeń według tego zakonnika jest następująca:
- 24 lutego 616: Śmierć Ethelberta, objęcia rządów przez jego syna Eadbalda[6].
- 616: Eadbald staje na czele reakcji pogańskiej, poślubia swoją macochę i odmawia przyjęcia chrztu. W tym samym czasie synowie Saeberta wygnali Melita, biskupa Londynu, który schronił się w Kencie[6].
- 616: Melit i Justus, biskup Rochester, opuszczają Kent i udają się do Francji[6].
- 616/617: Jakiś czas po odjeździe Melita i Justusa Wawrzyniec, biskup Canterbury, rozważa możliwość udania się do Francji. Ma wizję w której chłoszcze go święty Piotr. Rankiem pokazuje blizny Eadbaldowi, który nawraca się na chrześcijaństwo[11].
- 617: Po rocznej nieobecności Melit i Justus wracają na Wyspy Brytyjskie[6].
- około 619: Śmierć Wawrzyńca, Melit arcybiskupem Canterbury[12].
- 619-624: Eadbald buduje kościół, który zostaje poświęcony przez Melita[11].
- 24 kwietnia 624: Śmierć Melita, Justus arcybiskupem Canterbury[12].
- 624: Po objęciu przez Justusa arcybiskupstwa Canterbury papież Bonifacy V wysyła do niego list, w którym pisze, że wie z korespondencji o nawróceniu króla Adulualda (przypuszczalnie przekręcone imię Eadbalda). Przesyła też Justusowi paliusz, który ma nosić tylko w czasie obchodów Wielkanocy[13].
- przed 625: Edwin, król Northumbrii, pyta o rękę Ethelburgi, siostry Eadbalda. Odpowiedziano mu, że ma pozwolić jej na praktyki chrześcijańskie i samemu rozważyć przyjęcie chrztu[14].
- 21 czerwca 625: Justus konsekruje Paulina na biskupa Yorku[14].
- czerwiec lub później 625: Edwin zgadza się na warunki i Ethelburga udaje się do Northumbrii w towarzystwie biskupa Paulina[14].
- 626: Edwin kończy kampanię przeciwko Wesseksowi[14]. W tym samym czasie papież Bonifacy wysyła listy do Edwina i Ethelburgi: Edwina namawia do przyjęcia chrześcijaństwa, a w liście do jego żony zaznacza, że niedawno dowiedział się o nawróceniu Eadbalda[15].

### Chronologia alternatywna
Relacja Bedy Czcigodnego jest akceptowana przez literaturę przedmiotu. Mimo to, D.P. Kirby zakwestionował taki przebieg wydarzeń. Wskazuje na to, że w liście papieża Bonifacego mowa o nawróceniu Eadbalda jako o niedawnym wydarzeniu. Wnioskuje na tej podstawie, że król Kentu został ochrzczony przez Justusa. Paliusz wysłany z listem wskazuje na to, że w momencie jego pisania Justus był już arcybiskupem Canterbury. Biorąc pod uwagę powyższe przesłanki, Kirby zamyka datę chrztu anglosaskiego władcy między rokiem 621 a kwietniem 624 roku, kiedy Melit poświęcił kościół zbudowany przez króla Kentu. Relacja o wychłostaniu Wawrzyńca przez św. Piotra może być późniejszą hagiograficzną wstawką, której dokonano w opactwie św. Augustyna.
Istnieje hipoteza, że pod imieniem Aduluald z papieskiego listu kryje się Æthelwald, współrządzący z Eadbaldem. Przyjmując taką możliwość, Eadbald zostałby ochrzczony przez Wawrzyńca, a Æthelwald przez Justusa. Z drugiej strony fakt, że Justus mógł nosić paliusz tylko w określonych sytuacjach, może sugerować, że nie był w tym czasie arcybiskupem. Z drugiej strony takie same zastrzeżenia pojawiły się w cytowanym przez Bedę liście papieskim wysłanym wraz z paliuszem do Augustyna, pierwszego arcybiskupa Canterbury. Jeszcze innym rozwiązaniem jest istnienie dwóch listów: listu przysłanego wraz z paliuszem oraz napisanego około 7 lat wcześniej listu z gratulacjami z okazji nawrócenia Eadbalda. Kompozycja i gramatyka tekstu przekazanego przez Bedę wskazuje na to, że był to jednak jeden list.
Z listu papieża do Ethelburgi wynika, że była mężatką, kiedy wieści o chrzcie Eadbalda dotarły do Rzymu. Kłóci się to z relacją Bedy, według której nawrócenie króla i wysłanie listu do jego siostry dzieliło kilka lat. Wydaje się, że list do Justusa został napisany później niż listy do Edwina i Ethelburgi. Pisząc do króla Northumbrii i jego żony, papież zaznacza, że wieści o nawrócenie Eadbalda otrzymał od posłańców; tymczasem w liście do arcybiskupa Canterbury pisze, że o chrzcie Eadbadla wie od niego samego.
D. P. Kirby podał też w wątpliwość fakt, że ślub Ethelburgi i Edwina był uzależniony od uzyskania przez królewnę z Kentu zgody na praktykowanie chrześcijaństwa. W świetle zaproponowanej przez niego chronologii do małżeństwa mogło dość jeszcze przed nawróceniem Eadbalda. Przyjmując takie założenie, Ethelberga była chrześcijanką zanim jej brat przyjął chrzest, a warunki dotyczące praktyk religijnych postawił nie król Kentu, lecz przedstawiciele Kościoła. Problemy pojawią się też z relacją o konsekracji Paulina, która nastąpiła najwcześniej w 625 roku, czyli przypuszczalnie już po ślubie Ethelbergi z Edwinem. Nie wyklucza się możliwości, że Paulin udał się z królewną do Northumbrii przed konsekracją i dopiero później został biskupem.
Chronologia wydarzeń według wersji alternatywnej do relacji Bedy przedstawia się następująco:
- 616: Eadbald staje na czele pogańskiej reakcji.
- 616: Melit i Justus, biskup Rochester, opuszczają Kent i udają się do Francji[6].
- około 619: Umiera Wawrzyniec, arcybiskup Canterbury; jego następcą zostaje Melit[11].
- początek 624(?): Justus nawraca Eadbalda. Posłańcy udają się do Rzymu[13]. W tym samym czasie, przypuszczalnie przed nawróceniem króla Kentu, Ethelburga poślubia Edwina[14].
- 24 kwietnia 624: Śmierć Melita, Justus arcybiskupem Canterbury.
- połowa 624: Eadbald zgadza się na warunki Edwina i Ethelburga udaje się do Northumbrii w towarzystwie Paulina[6].
- koniec 624: Papież otrzymuje wiadomość o nawróceniu Eadbalda, a następnie pisze list do Ethelburgi i Edwina[15]. Następnie papież zostaje poinformowany przez samego Eadbalda o jego nawróceniu; otrzymuje też wieści o śmieci Melita. W takiej sytuacji pisze list do Justusa, przesyłając mu paliusz[13].
- 21 lipca 625 lub 626: Justus konsekruje Paulina na biskupa Yorku[14].

W tym ujęciu okres reakcji pogańskiej zostaje wydłużony z mniej więcej roku podawanego przez Bedę do ośmiu lat. To wskazywałoby na poważniejsze problemy młodego anglosaskiego Kościoła.

## Stosunki z innymi królestwami anglosaskimi i sprawy kościelne
Eadbald miał mniejszy wpływ na sąsiednie państwa anglosaskie niż jego ojciec Ethelbert. Przejawem słabości Eadbalda była sprawa biskupa Mellita z Londynu, znajdującego się w królestwie Essex. Król Kentu nie był w stanie restaurować rządów kościelnego hierarchy popieranego przez zmarłego Ethelberta. Jak to określił Beda, wpływy Eadbalda w Esseksie nie były tak mocne jak jego ojca.
Mimo to, Kent na tyle liczył się na Wyspach Brytyjskich, że pozostali anglosascy władcy wiązali się przez małżeństwa z tamtejszą rodziną królewską. Edwin, król Northumbrii, poślubił Ethelburgę prawdopodobnie, aby mieć lepsze kontakty z kontynentem. Małżeństwo to przyniosło też korzyści Eadbaldowi. Dzięki niemu władza jego szwagra nie rozciągnęła się na Kent. Na stosunek Edwina do Eadbalda wpływał też fakt, że na terenie królestwa Kentu znajdowało się arcybiskupstwo Canterbury. Król Northumbrii, świadomy znaczenia metropolii, starał się o utworzenie arcybiskupstwa w Yorku na czele z Paulinem. Po śmierci Edwina Paulin razem z królową Ethelburgą wrócił do Kentu i objął biskupstwo w Rochester. Do utworzenia arcybiskupstwa w Yorku doszło dopiero w kolejnym stuleciu. Związki między Kentem a Northumbrią przetrwały też w następnym pokoleniu. Już po śmierci Eadablda jego siostrzenica, Eanfleda, wychowana w Kencie, poślubiła Oswiu, króla Northumbrii.

## Sprawy handlowe i stosunki z Frankami
Niewiele wiadomo na temat spraw związanych z handlem za czasów Eadabalda. Wiadomo, że pod koniec VII wieku władcy Kentu zmonopolizowali handel w swoim królestwie, jednak nie wiadomo dokładnie jak wyglądała sytuacja w latach wcześniejszych. Znaleziska archeologiczne sugerują, że już Ethelbert I, ojciec Eadbalda, odebrał arystokracji monopol w tym zakresie. Handel z kontynentem zapewniał mieszkańcom Kentu różne luksusowe produkty. Były one z kolei sprzedawane do innych państw anglosaskich. Mieszkańcy Kentu sprzedawali Frankom szkło i biżuterię; towary z tego anglosaskiego królestwa odkryto na terenie sięgającym na południu do ujścia Loary. Prawdopodobnie w tym czasie kwitnął także handel niewolnikami. Korzyści gospodarcze wynikające z handlu z Frankami stanowiły podstawę siły królestwa Kentu za panowania Eadbalda.
Za panowania Eadbalda działała mennica – kilka tremissisów zawiera imię króla. Na jednej z monet wybitej w tym czasie w Londynie znajduje się imię AVDVARLD; na tej podstawie sądzi się, że król nie miał monopolu na działalność menniczą.

## Małżeństwa i potomstwo
Eadbald był dwukrotnie żonaty. Pierwszą żoną była jego nieznana z imienia macocha, wdowa po Ethelbercie I. Po oddaleniu pierwszej małżonki król Kentu ożenił się ponownie. Według tradycji odnotowanej w legendzie św. Mildredy drugą żoną Eadbalda była Emma (Ymma), Frankijka królewskiego pochodzenia. Część badaczy sądzi, że była córką Erchinoalda, majordoma Neustrii. W literaturze istnieje też alternatywny pogląd, że była córką króla Chlotara II. Z tego małżeństwa pochodziła córka Enswida oraz synowie Eormenred i Earconbert. Trzeci syn Eadbalda, Egfryd, pojawia się na jednym dokumencie wystawionym przez ojca. O takim synu Eadbalda brak informacji m.in. w przekazie Bedy, a sam dokument uchodzi obecnie za fałszerstwo, pochodzące przypuszczalnie z XI wieku.

## Drzewo genealogiczne
| Eormenric zm. 560 | Eormenric zm. 560 |                           |                           | nieznana | nieznana |  |  | Charibert I ur. ok. 517 zm. 567 | Charibert I ur. ok. 517 zm. 567 |                   |                   | Ingoberga | Ingoberga |
|                   |                   |                           |                           |          |          |  |  |                                 |                                 |                   |                   |           |           |
|                   |                   |                           |                           |          |          |  |  |                                 |                                 |                   |                   |           |           |
|                   |                   | Ethelbert I zm. 24 II 616 | Ethelbert I zm. 24 II 616 |          |          |  |  |                                 |                                 | Berta zm. ok. 612 | Berta zm. ok. 612 |           |           |
|                   |                   |                           |                           |          |          |  |  |                                 |                                 |                   |                   |           |           |
|                   |                   |                           |                           |          |          |  |  |                                 |                                 |                   |                   |           |           |
|                   |                   |                           |                           |          |          |  |  |                                 |                                 |                   |                   |           |           |

|           |           | 1 nieznana z imienia, wdowa po Ethelberdzie I | 1 nieznana z imienia, wdowa po Ethelberdzie I | Eadbald zm. 640 | Eadbald zm. 640 | 2 Emma (Ymma) | 2 Emma (Ymma) |  |  |
|           |           |                                               |                                               |                 |                 |               |               |  |  |
|           |           |                                               |                                               |                 |                 |               |               |  |  |
|           | 2         |                                               | 2                                             |                 | 2               |               |               |  |  |
| Eormenred | Eormenred | Earconbert zm. 14 VII 664                     | Earconbert zm. 14 VII 664                     | Enswida         | Enswida         |               |               |  |  |